# Nikolay Zelinsky
Nikolay Dimitrievich Zelinsky (em russo:  Никола́й Дми́триевич Зели́нский; Tiraspol, 6 de fevereiro de 1861 — Moscou, 31 de julho de 1953) foi um químico russo e soviético.
Zelinsky estudou na Universidade de Odessa e na Alemanha na Universidade de Leipzig Universidade de Göttingen. Zelinsky foi um dos fundadores da teoria sobre catálise orgânica. É o inventor da primeira máscara respiratória com carvão ativado com filtragem efetiva (1915).

## Prêmios
- Prêmio Lenin, 1934